# Mount Langley
Mount Langley – wybitny szczyt w USA, w środkowej części stanu Kalifornia, położony około 20 km na zachód od miasta Lone Pine, na granicy hrabstw Inyo i Tulare w Sequoia National Park. Mount Langley jest jednym z najwyższych szczytów w górach Sierra Nevada i leży w odległości około 8 km na południowy wschód od najwyższego Mount Whitney. Obecna nazwa szczytowi została nadana w 1905 roku na cześć Samuela Pierpont Langleya, amerykańskiego astronoma i fizyka.